# Генерал (відеогра)
«Генерал» — комп'ютерна гра, розроблена компанією NewGame Software (зараз Katauri Interactive і Elemental Games) в 1999 році. Розповсюджується за ліцензією freeware. З 2001 року працює ігровий сервер General Online [Архівовано 26 березня 2022 у Wayback Machine.].

## Опис гри
«Генерал» — це покрокова стратегія. Гравець є керівником держави. Мета гравця — захопити всі інші держави. Всього на мапі може бути від 2 до 20 держав. В грі застосовується режим одночасної обробки ходу, що робить гру рівноцінній для всіх гравців.
Гравець керує економікою, наукою, наймає вчених і солдат, купує генералів. Генерали мають кілька характеристик: вік, майстерність, розум (здатність до навчання), швидкість та моральний дух. Генералів можна поставити на чолі армії для нападу на іншу державу або захисту своєї.
В грі присутня підтримка багатокористувацького режиму. Можна грати через локальну мережу, по модему, через паралельний (LPT) або послідовний (COM) порти. Підтримується гра кількох гравців на одному комп'ютері (Hotseat). З 2001 року працює ігровий сервер для гри через Інтернет.

## Ігровий сервер General Online
Ігровий сервер General Online [Архівовано 26 березня 2022 у Wayback Machine.] допомагає знайти суперника для гри через Інтернет. Також він веде архів ігор та рейтинг гравців. Для кожного гравця є окрема сторінка с докладною статистикою і списком ігор, у яких він брав участь.

## Преса про гру
- «Переваги: реінкарнація давно забутого піджанру, легкість в освоєнні, сильний ШІ. Недоліки: немає дипломатії, аскетична графіка. Резюме: Білл! Гейтс! Навіщо нам „Сапер“? Включіть у поставку Windows „Генерала“!»

«Страна игр» № 10 [43] (травень 1999), оцінка: 6,5